# Multiautomatik (foto)
Multiautomatik,  omfatter manuel indstilling af fotografiapparatets eksponering, som er baseret på forskellige funktioner i forbindelse med lukkertid, blænde og ISO-følsomhed, der manuelt kan aktiveres på forskellige måder afhængig af kameratype, enten med en funktionsvælger (drejehjul), trykknapper eller i kameraets menu.

## Eksponeringsmetoder
I respektive metoder indstilles  værdierne så de  passer til motivets lysstyrke.
De fire vigtigste eksponeringsmetoder i denne sammenhæng:
- M (Manual/ manuel) – manuel indstilling af lukkertid og blænde.
- A/ Av (Aperture/ blænde) – manuelt indstilling af blænde, lukkertid indstilles automatisk.
- S/ Tv (Shutterspeed/ lukkertid) – manuel indstilling af lukkertid, blænde indstilles automatisk.
- P (Program) – ISO-følsomhed skal manuelt indstilles eller virker programmet som et fuldautomatisk program, blænde og lukkertid indstilles automatisk.